# Charles Fort (Irska)

Charles Fort (irsko Dún Chathail) je utrdba z zvezdasto osnovno ploskvijo, ki se nahaja na obali na južnem obronku vasice Summer Cove pred vstopom v zaliv Kinsale v grofiji Cork na Irskem. Na nasprotni strani zaliva se nahaja James' Fort.
Charles Fort je bil zgrajen na mestu nekdanje utrdbe z imenom Ringcurran Castle. Imenuje se po Charlesu II. Angleškem, zgrajena pa je bila v sedemdesetih in osemdesetih letih 17. stoletja. Do konca britanske nadoblasti nad Irsko je utrdba služila kot vojašnica za Britansko vojsko. Med irsko državljansko vojno je bila leta 1922 utrdba požgana, danes pa je delno obnovljena in predstavlja pomembno turistično atrakcijo južne Irske. 

## Galerija
- Top na dvorišču
- Informacijska tabla
- Vhod v Charles Fort